# ネマニャ・ミリッチ
ネマニャ・ミリッチ（セルビア語: Немања Милић, Nemanja Milić、1990年5月25日 - ）は、セルビアの元サッカー選手。ポジションはフォワード。

## クラブ歴
ソンボルに生まれ、OFKベオグラードの下部組織に在籍、2006-07シーズンにユース有数の有望株として選手デビューした。ユースでもプレーを続けながらの選手生活であったが、2008-09シーズンにトップチームに加入した。2009年初めにはリヴァプールFCからスカウトを受けた。トップチームに昇格して迎えた初シーズンではUEFAインタートトカップ 2008での2試合を含む26試合に出場、2009年5月23日にはプロ初得点を記録した。その後も活躍を続け、2011年秋にはアストン・ヴィラFCから興味を持たれた。その後は怪我に苦しんだのもあり、2013年夏に放出された。
2013年7月にFKハイドゥク・クラに加入したが、翌月にFKスパルタク・スボティツァに移籍した。初シーズンは21試合で1得点であったが、翌シーズンはリーグだけで26試合7得点をマークし、クラブの得点王となった。2015-16シーズンはアンドレイ・チェルニショフ監督によってオグニェン・ムドリンスキとのコンビを組む事となり、活躍を見せた。2016-17シーズン前半はセカンドストライカーとして6得点を記録、年末にクラブの最優秀選手とソンボル出身のセルビア・スーペルリーガの最優秀選手に選ばれた。
2017年1月10日に3年半契約でレッドスター・ベオグラードに移籍。2017年2月25日に行われたOFKバチュカ戦でスルジャン・プラヴシッチに代えて投入されて初出場。ジョン・ハイロ・ルイスが負傷したため、27節ではスターティングメンバーとなった。その後、FCスパルタク・モスクワとの親善試合で初得点を記録。公式戦初得点も4月5日に決めた。
2018年12月28日、FC BATEボリソフに3年契約で移籍した。

## タイトル
レッドスター・ベオグラード
- スーペルリーガ:2017-18